# Liste der Umweltminister von Sachsen
Die Liste der Umweltminister von Sachsen bietet einen Überblick über die Umweltminister des Freistaates Sachsen seit Errichtung des ersten sächsischen Umweltministeriums 1990.
| Name                                                         | Amtsantritt                               | Kabinett                                  | Partei                                    |
| Minister für Umwelt und Landesentwicklung                    | Minister für Umwelt und Landesentwicklung | Minister für Umwelt und Landesentwicklung | Minister für Umwelt und Landesentwicklung |
| ------------------------------------------------------------ | ----------------------------------------- | ----------------------------------------- | ----------------------------------------- |
| Karl Weise                                                   | 8. November 1990                          | Biedenkopf I                              | CDU                                       |
| Arnold Vaatz                                                 | 1. Januar 1992 6. Oktober 1994            | Biedenkopf I Biedenkopf II                | CDU                                       |
| Minister für Umwelt und Landwirtschaft                       |                                           |                                           |                                           |
| Rolf Jähnichen                                               | 11. November 1998                         | Biedenkopf II                             | CDU                                       |
| Steffen Flath                                                | 26. Oktober 1999 2. Mai 2002              | Biedenkopf III Milbradt I                 | CDU                                       |
| Stanislaw Tillich                                            | 11. November 2004                         | Milbradt II                               | CDU                                       |
| Roland Wöller                                                | 28. September 2007                        | Milbradt II                               | CDU                                       |
| Frank Kupfer                                                 | 8. August 2008 30. September 2009         | Tillich I Tillich II                      | CDU                                       |
| Thomas Schmidt                                               | 13. November 2014 18. Dezember 2017       | Tillich III Kretschmer I                  | CDU                                       |
| Minister für Energie, Klimaschutz, Umwelt und Landwirtschaft |                                           |                                           |                                           |
| Wolfram Günther                                              | 20. Dezember 2019                         | Kretschmer II                             | Grüne                                     |
| Minister für Umwelt und Landwirtschaft                       |                                           |                                           |                                           |
| Georg-Ludwig von Breitenbuch                                 | 19. Dezember 2024                         | Kretschmer III                            | CDU                                       |